# Falun centralstation
Falun centralstation – stacja kolejowa w Falun, w regionie Dalarna, w Szwecji. Stacja znajduje się kilka minut spacerem od centrum miasta, w pobliżu jeziora Tisken. 
Falun C jest stacją węzłową, gdzie łączą się linie Bergslagsbanan pomiędzy Borlänge i Gävle oraz z Grycksbo, która jest częścią dawnej kolei do Rättvik i Mora. Stacja została otwarta w 1859.